# Таиландско-филиппинские отношения
Таиландско-филиппинские отношения — двусторонние дипломатические отношения между Таиландом и Филиппинами. Двусторонние отношения продолжает укрепляться путем переговоров и заключения соглашений об экономическом сотрудничестве, безопасности и культурных аспектов, в том числе борьбой с незаконным оборотом наркотиков и торговлей людьми. У Таиланда имеется посольство в Маниле, а у Филиппин есть посольство в Бангкоке.

## История
В 13-м веке состоялись первые контакты между Филиппинами и Таиландом (Сукхотаи). Судя по археологическим раскопкам между странами в то время существовали не только торговые и культурные связи, но также и политические. В Лусоне Были найдены керамические изделия из Сукхотаи и Сукхотхая, что также является в качестве доказательства контактов между этими странами. Изделия из Таиланда, произведенные в период с 13-го века по 16-го век, археологи также находят на Филиппинах. В 1586 году, спустя два десятилетия после захвата Филиппин Испанией, Сиам стал одним из маршрутов для торговли испанцев с новой колонии. Затем, торговые отношения между Филиппинами и Таиландом были разорваны, так как Испания  поставила приоритетом развитие торговли между Филиппинами и Южной Америкой.
В 19-м веке во время американской колониальной администрации на Филиппинах, отношения с Таиландом оставались на минимальном уровне: осуществлялись коммерческие и консульские контакты, а также прием таиландских студентов в американские учебные заведения на Филиппинах. В этот период времени Филиппины импортировали из Таиланда рис, а Таиланд приобретал на Филиппинах абаки. В 1926 году филиппинские университеты и колледжи начали принимать студентов из Таиланда. А после 1949 года Филиппины импортировали таиландские сельскохозяйственные товары.
14 июня 1949 года были установлены официальные дипломатические отношения между Филиппинами и Таиландом. В годы президентства Фердинанда Маркоас и Корасон Акино отношения между странами практически не развивались. В последние годы Таиланд и Филиппины вновь начали работать над углублением экономических связей.

## Экономические отношения
Таиланд является одним из основных торговых партнеров Филиппин и одним из главных поставщиков риса в эту страну. В 2011 году объём товарооборота между странами составлял сумму 7,342 млрд долларов США. В 2014 году Таиланд был 8-м по величине торговым партнёром Филиппин, объём товарооборота составил сумму 5,83 млрд. долларов США. В 2014 году Филиппины являлись 6-м по величине торговым партнёром Таиланда в АСЕАН и 18-м в мире. 